# Pachymerola vitticollis
Pachymerola vitticollis là một loài bọ cánh cứng trong họ Cerambycidae.